# ميمي بيج
ميمي بيج (بالإنجليزية: Mimi Page)‏ هي مغنية مؤلفة وملحنة ومغنية أمريكية، ولدت في 2 فبراير 1987 في لوس أنجلوس في الولايات المتحدة.

## وصلات خارجية
- الموقع الرسمي
- ميمي بيج على موقع IMDb (الإنجليزية)
- ميمي بيج على موقع ميوزك برينز (الإنجليزية)
- ميمي بيج على موقع أول ميوزيك (الإنجليزية)
- ميمي بيج على موقع ديسكوغز (الإنجليزية)